# Natri bisulfat
Natri bisulfat, hay bisulfat natri, natri hydrosulfat là các tên gọi của hợp chất vô cơ có công thức hóa học NaHSO4. Nó là sản phẩm dạng hạt, khô rất dễ chuyên chở và bảo quản. Nó là chất hút ẩm mạnh ở dạng khan. Dung dịch của muối này có tính axit mạnh, với dung dịch có nồng độ 1 M có pH nhỏ hơn 1.
Phương pháp pha trộn lượng vừa đủ tỉ lệ 1:1 natri hydroxide và axit sulfuric sẽ tạo ra natri hydrosulfat và nước.
NaOH + H2SO4 → NaHSO4 + H2O
Phương pháp thứ hai là cho natri chloride (khan) tác dụng với axit sunfuric đặc ở nhiệt độ cao sẽ tạo ra natri hydrosulfat và khí hydro chloride.
NaCl + H2SO4 → NaHSO4 + HCl
Dung dịch natri hydrosulfat thu được sẽ được làm lạnh từ từ để tạo thành tinh thể. Khí HCl thì được hoà tan vào nước để tạo axit clohydric như là một sản phẩm phụ có ích của phản ứng.
Chỉ có hai nhà sản xuất ở Mỹ: Jones-Hamilton Co. sử dụng phương pháp axit sunfuric/axit clohydric để sản xuất dạng khan, còn Jost Chemical thì lại dùng phương pháp natri hydroxide/axit sunfuric để sản xuất ở dạng ngậm nước.

## Sử dụng
Natri hydrosulfat được dùng chủ yếu để làm giảm độ pH. Đối với những ứng dụng kĩ thuật, nó được dùng trong chế tác kim loại (giai đoạn cuối), làm sạch sản phẩm, và làm giảm độ pH của nước để việc khử trùng bằng chlor có hiệu quả, bao gồm cả hồ bơi. Natri hydrosulfat còn được AAFCO phê duyệt làm chất phụ gia trong thức ăn, kể cả thức ăn cho động vật. Natri hydrosulfat còn làm chất oxy hóa nước tiểu để giảm thiểu sỏi tiết niệu cho mèo. Nó được FDA chứng nhận là an toàn (GRAS - Generally Recognized As Safe) và xác định sự có mặt trong các sản phẩm tự nhiên. Ở EU nó có số E là E514ii. Natri hydrosulfat được dùng trong nhiều loại thực phẩm, bao gồm đồ uống, gia vị, nước sốt và thịt nhồi. Nó còn được dùng rộng rãi trong quá trình chế biến thịt và gia cầm, và gặp nhiều trong việc ngăn ngừa sự biến chất của những sản phẩm vừa mới sản xuất.
Trong ngành kim hoàn, natri hydrosulfat là nguyên liệu chính dùng trong dung dịch axit làm tẩy để loại bỏ lớp kim loại bị oxi hoá ở bề mặt sau khi nung nóng.

## An toàn
Natri hydrosulfat, dưới dạng bột trắng, làm đổi màu giấy chỉ thị sang đỏ..Nó được dùng để che giấu sự phân hủy,thâm ở thực phẩm, nếu dùng quá liều sẽ gây ngộ độc ở người như buồn nôn, chóng mặt,...